# Rozalija Galijeva
Rozalija Ilfovna Galijeva (Russisch: Розалия Ильфовна Галиева) (Olmaliq (Tasjkent), 28 april 1977) is een voormalig turnster uit de Sovjet-Unie. Ze vertegenwoordigde het Gezamenlijk team op de Olympische Zomerspelen 1992 in Barcelona. Op de Olympische Zomerspelen 1996 in Atlanta kwam ze uit voor Rusland.

## Resultaten

### Olympische Zomerspelen
| Jaar | Plaats    | Resultaten                                                    | Vertegenwoordigend land |
| ---- | --------- | ------------------------------------------------------------- | ----------------------- |
| 1992 | Barcelona | Team meerkamp                                                 | Gezamenlijk team        |
| 1996 | Atlanta   | Team meerkamp · 7e Individuele meerkamp · 4e Sprong · 7e Balk | Rusland                 |

### Wereldkampioenschappen
| Jaar | Plaats       | Resultaten              | Vertegenwoordigend land |
| ---- | ------------ | ----------------------- | ----------------------- |
| 1991 | Indianapolis | Team meerkamp           | Sovjet-Unie             |
| 1992 | Parijs       |                         | Gezamenlijk team        |
| 1993 | Birmingham   | 6e Individuele meerkamp | Oezbekistan             |
| 1996 | San Juan     | 8e Vloer                | Rusland                 |

### Europese kampioenschappen
| Jaar | Plaats     | Resultaten                                                 | Vertegenwoordigend land |
| ---- | ---------- | ---------------------------------------------------------- | ----------------------- |
| 1992 | Nantes     | 12e Individuele meerkamp                                   | Gezamenlijk team        |
| 1996 | Birmingham | Team meerkamp · Balk · 5e Vloer · 12e Individuele meerkamp | Rusland                 |